# Gus Pleines
Gus Pleines (Bandung, 27 september 1948 – Haarlem 28 maart 2007) was een Nederlands popmuzikant en zanger van de band Bintangs.
Pleines groeide op in een groot en muzikaal gezin in Heemstede. Zijn oma speelde viool in een symfonie. Pleines volgde de HBS-A aan het Coornhert Lyceum in Haarlem. Toen hij 14 jaar oud was werd hij zanger van The Lazy Bones (Blues/Rhythm & Blues), en later maakte hij deel uit van The Hottletts, met onder andere Cor Dekker.
In 1963 kwam hij in aanraking met de muziek van de Bintangs. Hij werd een enorme fan en verving in 1966 zanger Wil Nimitz. De band had veel succesvolle optredens maar viel in 1971 uit elkaar. In 1969 respectievelijk 1970 hadden de Bintangs hun twee grootste hits Riding on the L&N en Travelling in the U.S.A. met de kenmerkende stem van Pleines, die aan Mick Jagger doet denken.
In 1974 blies Pleines samen met bassist Frank Kraaijeveld, gitarist Jack van Schie en drummer Harry Schierbeek de Bintangs nieuw leven in. Onder leiding van producer Steve Verocca namen zij het album Genuine Bull op. Eind 1983 werden de Bintangs opgeheven. Pleines had genoeg van muziek en ging psychologie studeren. In 1985 werkte hij mee aan het afscheidsconcert in Paradiso.
Eind 1987 richtten Pleines en Jack van Schie de rock- en soulband 1 4 All op. Ze toerden enige tijd met deze band waarna deze werd opgeheven. In 1989 werden de Bintangs weer heropgericht, opnieuw met Pleines als zanger. Er werd nog een aantal albums gemaakt. In 2003 kreeg hij longproblemen. In 2004 stopten drummer Burt van der Meij, gitarist Jack van Schie en Gus Pleines definitief.
Pleines overleed op 58-jarige leeftijd.